# Les Fatals Picards
Les Fatals Picards es una banda musical francesa. Sus canciones son una mezcla de rock, punk y reggae. Fue fundada en el año 2000 y está formada por Ivan (voz), Laurent (guitarra), Jean-Marc (batería), Yves (bajo) y Paul. Representaron a Francia en el Festival de la Canción de Eurovisión 2007 con el tema L'amour à la française.

## Discografía
- Amiens c'est aussi le tien - D.I.Y. (2000)
- Navet Maria - Next Music - (2001)
- Droit de véto - Next Music - (2003)
- Picardia Independenza (2005)
- Pamplemousse mécanique (2007)
- Public (2008)
- Collection d´hiver(s) 2009  (2008)
- Le sens de la gravité (2009)
- Coming out (2011)
- Fatals s/ scène (2011)
- Septième ciel (2013)
- ' 'Fatals Picards Country Club (2016)
- Espèces Menacées (2019)